# Норма (село)
Норма (тат. Норма) — село в Балтасинском районе Республики Татарстан. Административный центр Норминского сельского поселения.
На 2021 год в Норма 14 улиц и 1 квартал, действуют средняя школа, дом культуры, библиотека.
Находится в 105 км от Казани, в 4 км восточнее райцентра Балтаси, высота центра селения над уровнем моря — 212 м.

## История
В «Списке населённых мест Российской империи», изданном в 1866 году по сведениям 1859 года, населённый пункт упомянут как казённая деревня Большая Нурма Казанского уезда Казанской губернии (2-й стан). Располагалась при речке Нурминке, по правую сторону Сибирского почтового тракта, в
105 верстах от уездного и губернского города Казани и в 15 верстах от становой квартиры в городе Арске. В деревне, в 86 дворах проживали 443 человека (367 мужчин и 376 женщин), были мечеть, 2 медресе.

## Население
На 2002 год составило 1062 человека. 
Национальный состав
Согласно результатам переписи 2002 года, в национальной структуре населения села татары составляли 98% из 1062 человек.

## Известные уроженцы
- Нурминский — российский рэп-исполнитель.